# 甲信鐵道
甲信铁道（日语：／ Koushin tetsudou */?）是明治中期时由山梨縣和長野縣的有志者计划的铁路线。

## 历史
作为连接山梨縣、長野縣和東京、横滨的铁路，甲信铁道于1887年（明治20年）向鐵道局申请了御殿場 - 甲府 - 松本的建设许可。由于甲信铁道随即取得了临时许可，以佐分利一嗣担任主任技师，以渡边嘉一担任顾问技师的测量队遂开始着手进行实地测量，并于1888年（明治21年）提交建设计划书以获取正式许可。但是，当局以御殿场 - 甲府区间地形崎岖，建设难度高，从核算上对建设也颇有疑问，因而最终仅批准了甲府 - 松本。
由于御殿场 - 甲府未能被批准，甲府—松本区间亦未能开工。1892年（明治25年），随着铁道敷设法的公布，当局决定建设中央線，甲信铁道的申请被收回。这一计划就此落下帷幕。